# A Fülöp-szigetek az 1972. évi téli olimpiai játékokon
A Fülöp-szigetek a japán Szapporóban megrendezett 1972. évi téli olimpiai játékok egyik részt vevő nemzete volt. Az országot az olimpián 1 sportágban 2 sportoló képviselte, akik érmet nem szereztek. A Fülöp-szigetek először vett részt a téli olimpiai játékokon.

## Alpesisí
Férfi
| Versenyző     | Versenyszám      | Selejtező     | Selejtező     | Döntő          | Döntő         | Döntő         | Döntő         | Döntő      | Döntő      |
| Versenyző     | Versenyszám      | Selejtező     | Selejtező     | 1. futam       | 1. futam      | 2. futam      | 2. futam      | Összesítés | Összesítés |
| Versenyző     | Versenyszám      | Idő           | Hely.         | Idő            | Hely.         | Idő           | Hely.         | Idő        | Helyezés   |
| ------------- | ---------------- | ------------- | ------------- | -------------- | ------------- | ------------- | ------------- | ---------- | ---------- |
| Juan Cipriano | Műlesiklás       | nem ért célba | nem ért célba | nem ért célba  | nem ért célba | kiesett       | kiesett       | kiesett    | kiesett    |
| Juan Cipriano | Óriás-műlesiklás |               |               | idő nem ismert | 51.           | nem ért célba | nem ért célba | kiesett    | kiesett    |
| Ben Nanasca   | Műlesiklás       | 2:07,69       | 25.           | idő nem ismert | 43.           | nem ért célba | nem ért célba | kiesett    | kiesett    |
| Ben Nanasca   | Óriás-műlesiklás |               |               | 1:54,59        | 48.           | 2:11,61       | 46.           | 4:06,20    | 42.        |